# Triade sombre de la personnalité en 12 items
Pour les articles homonymes, voir Dirty Dozen.

Les Douze traits décrivent des personnalités liées à la Triade sombre.

La Triade sombre de la personnalité en 12 items (DTDD, acronyme de l'anglais Dark Triad Dirty Dozen) désigne un test de personnalité basé sur douze traits de personnalité qui sont associés aux trois de la Triade sombre : machiavélisme (en), narcissisme et psychopathie.
L'approche a été développée par Jonason et Webster en 2010 afin de mieux cerner les traits de la Triade sombre chez la population adulte subclinique,.

## Structure
Le DTDD associe 4 caractéristiques par trait de la Triade. Les réponses sont évaluées selon une échelle de Likert de sept points, où 1 désigne un profond désaccord alors que c'est l'inverse pour 7.
Les traits associés au machiavélisme sont la manipulativité et la tromperie, ainsi que l'utilisation de la flatterie et l'exploitation à des fins personnelles. Les traits associés au narcissisme sont la propension de l'individu à rechercher l'admiration, l'attention, la considération sociale et des faveurs d'autrui. Enfin, les traits associés à la psychopathie sont liés à l'amoralité, le cynisme, l'insensibilité et l'absence de remords.

## Effets de l'âge et du genre
Puisque la personnalité tend à être instable avant l'âge adulte, les chercheurs sont réticents à appliquer le test sur les jeunes.
Tout comme pour les études impliquant directement la Triade sombre, les hommes obtiennent généralement des résultats plus élevés que les femmes, surtout au niveau des traits liés à la psychopathie. Jones et Paulhus expliquent cette différence par l'idée que les hommes sont plus récompensés que les femmes lorsqu'ils adoptent des comportements liés à la Triade. Les femmes en bénéficieraient moins en raison de leur structure sociale plus forte.

## Adaptations
Le DTDD a été traduit en plusieurs langues et adapté à plusieurs cultures telles celle des Canadiens français, des Japonais, Polonais, Portugais, Serbes, Espagnols, Suédois et Turcs,,,,,,,.